# Progress M-26M
Progress M-26M (ryska: Прогресс М-26M) eller som NASA kallar den, Progress 58 eller 58P, är en rysk obemannad rymdfarkost som levererade förnödenheter, syre, vatten och bränsle till Internationella rymdstationen (ISS). Den sköts upp med en Sojuz-U-raket från Kosmodromen i Bajkonur den 17 februari 2015 och dockade med ISS knappt sex timmar senare.
Farkosten lämnade rymdstationen, den 14 augusti 2015 och brann som planerat upp i jordens atmosfär, några timmar senare.

### Fotnoter
1. ↑  ”NASA Space Science Data Coordinated Archive” (på engelska). NASA. https://nssdc.gsfc.nasa.gov/nmc/spacecraft/display.action?id=2015-009A. Läst 1 mars 2020.
2. ↑  Manned Astronautics - Figures & Facts Arkiverad 4 mars 2016 hämtat från the Wayback Machine., läst 22 juli 2016.